# سو لیچون
سو لیچون (انگلیسی: Su Liqun؛ زادهٔ  ۱۶ اکتبر ۱۹۷۲‏) بازیکن والیبال زن اهل چین بود. وی در بازی‌های المپیک تابستانی ۱۹۹۲ شرکت کرده‌است.